# NGC 5473
NGC 5473 is een elliptisch sterrenstelsel in het sterrenbeeld Grote Beer. Het hemelobject werd op 14 april 1789 ontdekt door de Duits-Britse astronoom William Herschel.

## Synoniemen
- UGC 9011
- MCG 9-23-31
- ZWG 272.22
- PGC 50191